# Ornithocephalus obergiae
Ornithocephalus obergiae är en orkidéart som beskrevs av Soto Arenas. Ornithocephalus obergiae ingår i släktet Ornithocephalus och familjen orkidéer. Inga underarter finns listade i Catalogue of Life.